# ABB-Senf

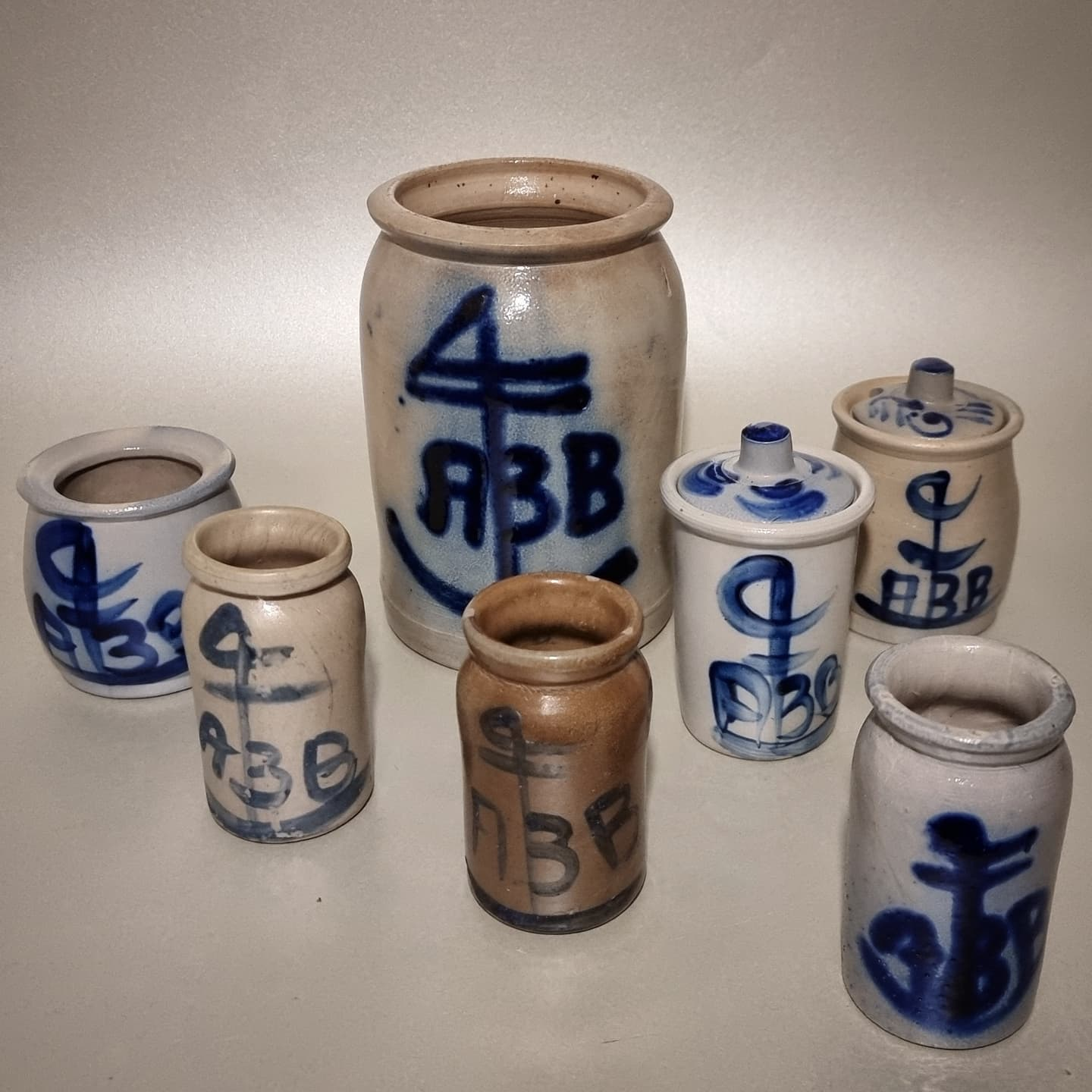
ABB-Senf-Töpfe

ABB-Senf bzw. Düsseldorfer Mostert ist eine Senfspezialität aus Düsseldorf, die seit dem frühen 18. Jahrhundert hergestellt wird.

## Düsseldorfer Mostert
Unter dem Namen „ABB“ wurde der „aechte Düsseldorfer Mostert“ bekannt. Die Bezeichnung „Düsseldorfer Mostert“ darf nur von Herstellern aus Düsseldorf verwendet werden. Der scharfe, malzig-bräunliche Senf wird aus brauner und gelber Senfsaat hergestellt. Der „Düsseldorfer Mostert“ wird laut Aussage von Zeitzeugen seit dem Ersten Weltkrieg nicht mit Traubenmost, sondern mit unfiltriertem Düsseldorfer Branntweinessig angerührt. Im Übrigen ist die Herstellungsweise seit 1726 nahezu unverändert, da zur Vermahlung immer noch ein 500 kg schwerer Granitmühlstein verwendet wird. Ob bei der Herstellung des Düsseldorfer Mosterts nach der ursprünglichen Rezeptur jemals Traubenmost verwendet wurde, kann nicht belegt werden.
Seit August 2012 sind die Bezeichnungen „Düsseldorfer Mostert“, „Düsseldorfer Senf Mostert“, „Düsseldorfer Urtyp Mostert“ und „Aechter Düsseldorfer Mostert“ geschützte geographische Angaben (g.g.A.) nach EU-Recht. Das bedeutet, dass die Namen solchen Produkten vorbehalten sind, die aus Düsseldorf stammen und dabei die Vorgaben des zugrunde liegenden Antrags erfüllen.

## ABB-Senf

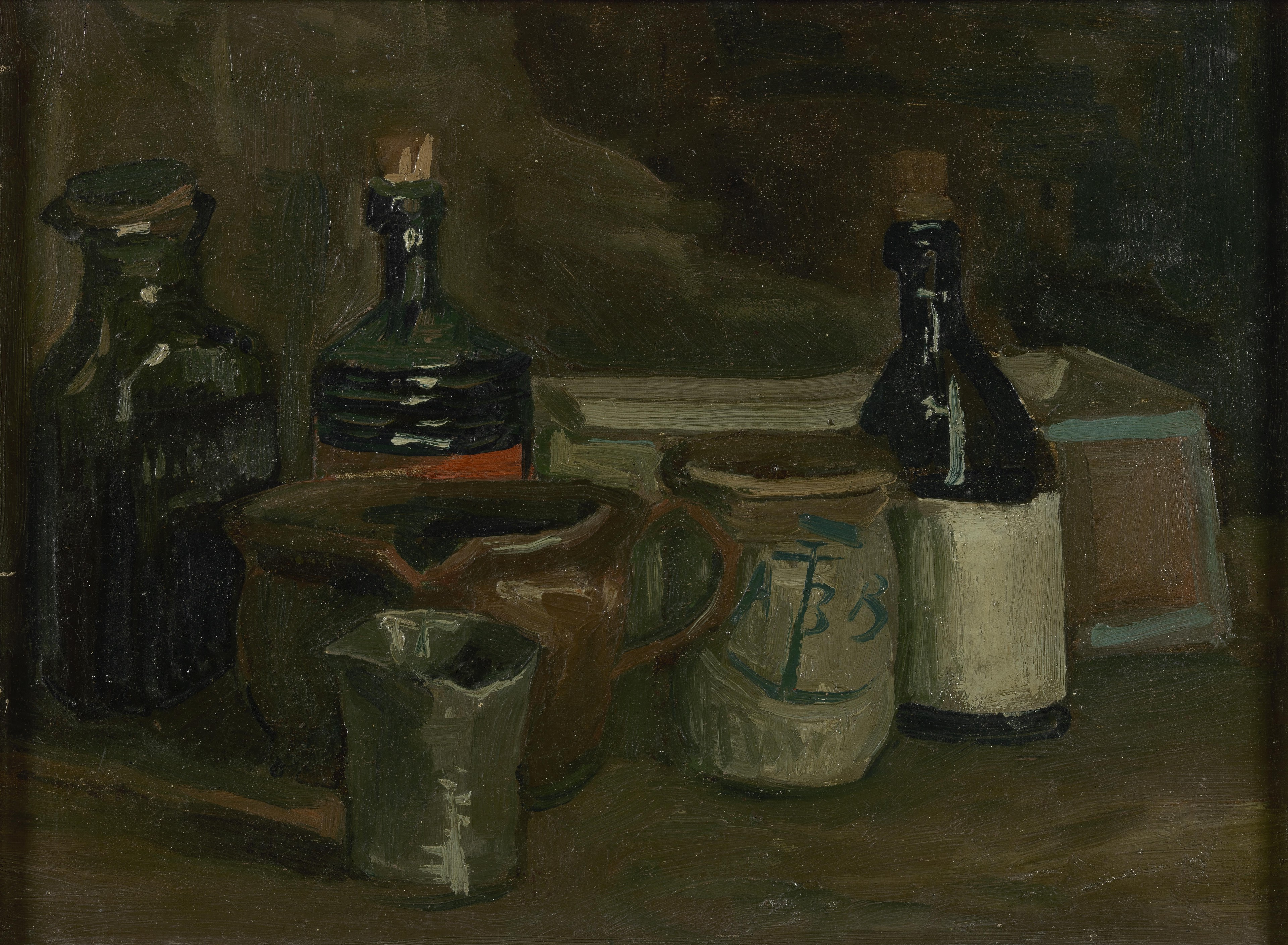
Der ABB-Senftopf, abgebildet in einem Stillleben von Vincent van Gogh 1885

Der Name „ABB“ leitet sich aus den Initialen des Firmengründers Adam Bernhard Bergrath ab.
Der niederländische Maler Vincent van Gogh stellte in seinem Ende 1884 in Nuenen entstandenen Gemälde „Stilleven met flessen en aardewerk“ (Stillleben mit Flaschen und Keramik) einen grauen Senftopf dar, der die Initialen ABB mit dem Ankersymbol trägt. Das in Öl auf Leinwand im Format 31,5 × 41,7 cm gemalte Bild befindet sich heute im Van Gogh Museum, Amsterdam.
Noch heute wird ABB-Senf in dem gleichen grauen Steinzeugtopf angeboten, auf dem in blauer Farbe die Initialen des Firmengründers sowie ein Anker abgebildet sind. Der Topf wird traditionell durch einen Korken verschlossen, wobei inzwischen auch modernere Varianten mit Kunststoffverschluss vermarktet werden.

## Geschichte

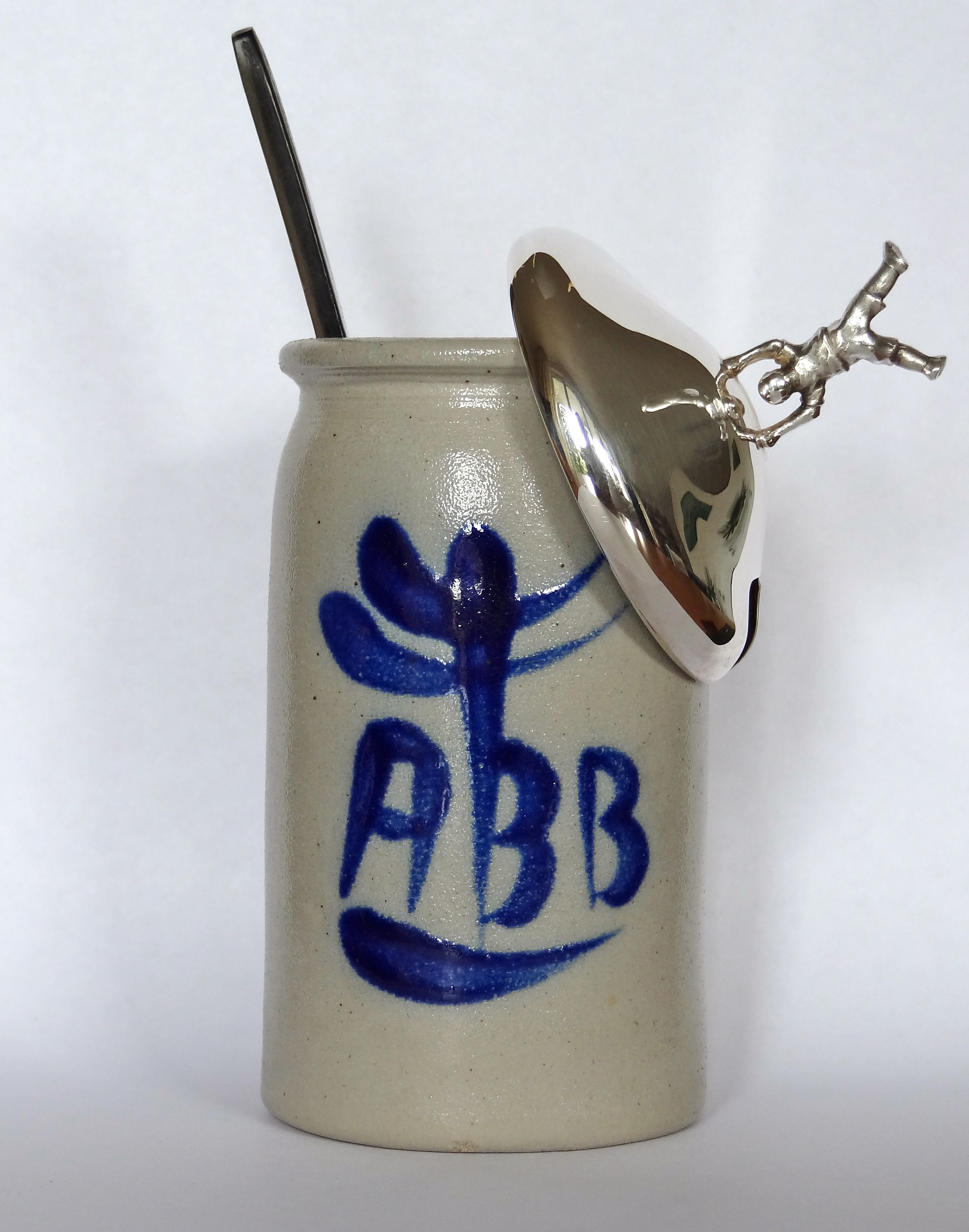
ABB-Mostertpöttchen mit Düsseldorfer-Radschläger-Deckel

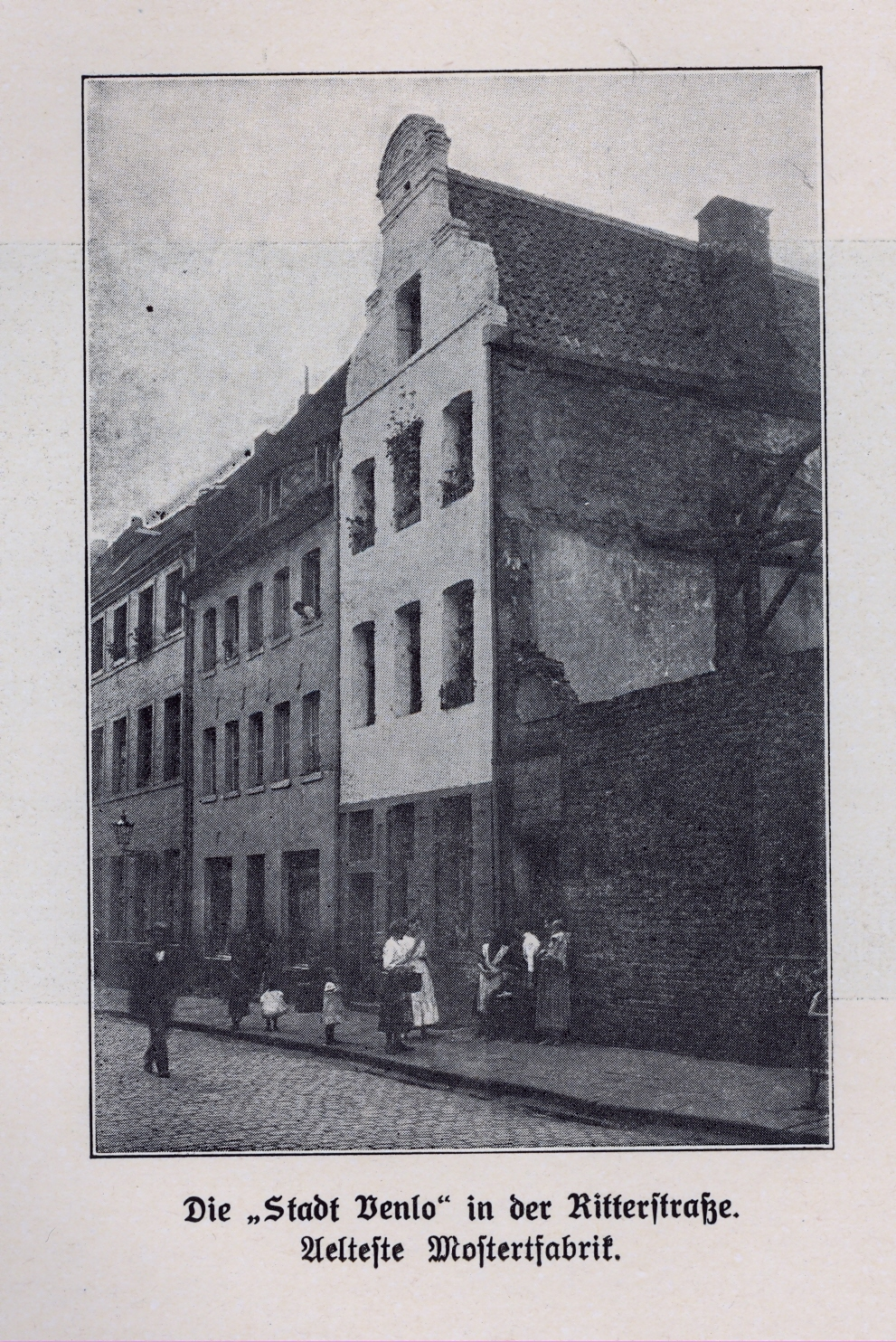
„Stadt Venlo“, vor 1911

Eine Familie Esser, aus der der Begründer der Senffabrik vermutlich stammte, ist bereits Anfang des 17. Jahrhunderts in Düsseldorf nachweisbar. Im Landsteuerbuch von 1632 wurden insgesamt sechs Familien Esser angeführt. Davon zwei mit dem Namen Wilhelm Esser, und zwar auf der Bolkerstraße und in Lierenfeld.
- 1726 begann Wilhelmus Theodorus Esser (* 1695; † 1741)[7][8][9] mit der Produktion von Senf im Gebäude Ritterstraße Nr. 30, genannt „Der Stadt Venlo“.[10]
- 1741, nach dem Tod des Vaters, übernahm Sohn Godefridus Esser (1722–1774)[11] als Erbe die Fabrik; für 1773 ist belegt, dass er in der Ritterstraße Haus Nr. 30 Senf hergestellt hat.[12]
- Nach dem Tod 1774[11] übernahm die Witwe von Godefridus Esser, Catharina Elisabeth Esser, die Firma.
- 1777 starb Catharina Elisabeth Esser[13] und das Haus in der Ritterstraße wurde verkauft; Herstellung und Verkauf des Senfs erfolgten danach in der Neustraße im Haus Nr. 57, genannt „Im goldenen Römer“, und später in einem Haus in der Mertensgasse.[12]
- Im September 1781 wurde die Senffabrik an den damaligen Castellan des Schlosses, Johann Cornelius Bergrath, vererbt.[12][14] In den Bergischen Wochennachrichten, Gülich-Berg wurden die Geschäftsübernahme und der weitere Vertrieb des Senfs bekanntgegeben.[12] Zur Abwehr einer Konkurrenz aus Köln wurde in einer weiteren Anzeige dieser Zeitung 1786 angeführt: „… dass er nirgend eine Niederlage habe, sondern bei ihm selbst hier im Churfürstlichen Schloss gleich am Eingang wohnend, … [Senf] zu bekommen wäre …, woran der ächte ohnverfälschte Düsseldorfer Mostardt zu erkennen ist“.[12]
- 1797 wurde die Fabrikation vom Schloss in die Andreasstraße Nr. 31 verlegt, in das Haus „Zur Stadt Cölln“.[9]
- Im Testament von Johann Cornelius Bergrath 1799 wurde niedergelegt, dass seine drei Söhne den Besitz erben.[12]
- Nach dem Tode des Vaters am 2. Mai 1800[9] übernahmen die Söhne Adam Bernhard und Josef Bergrath die Fabrikation. (Der dritte Sohn war Frater bei den Kapuzinern.)[9][12]

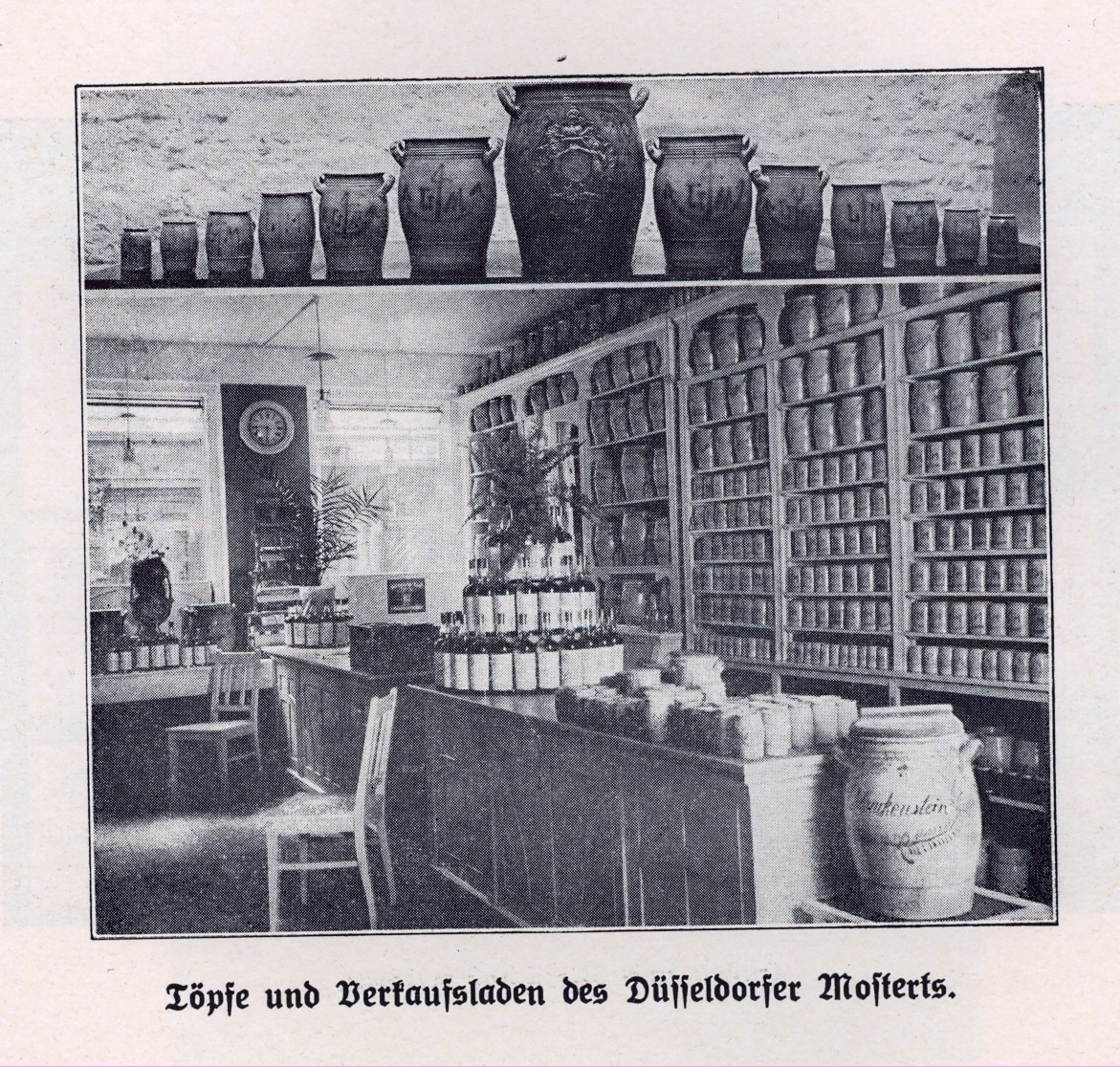
Historischer Verkaufsladen

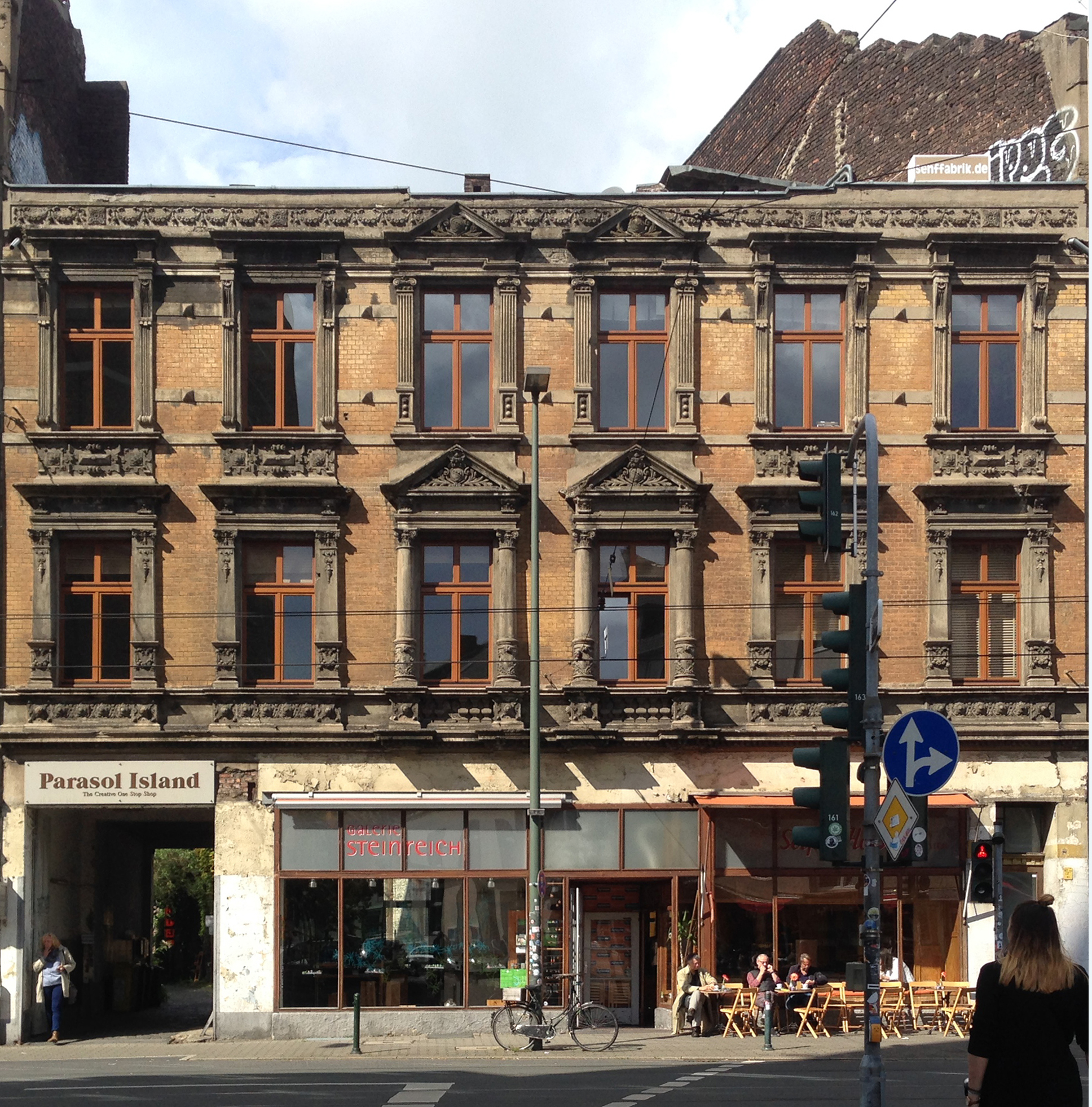
Neusser Straße 125 (Alte Senffabrik)

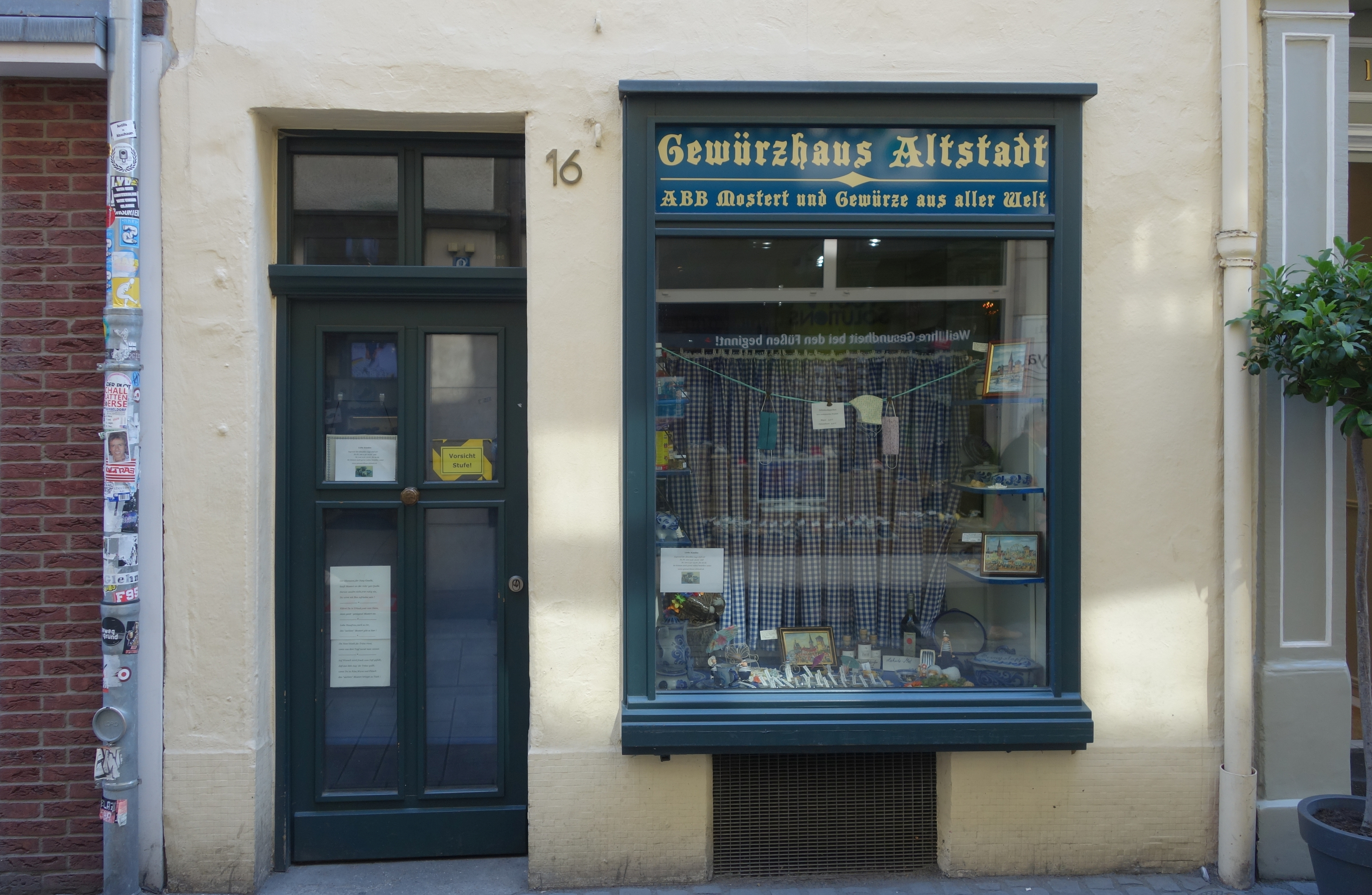
Gewürzhaus, Verkaufsladen in der Kapuzinergasse 16, Düsseldorf-Altstadt (2020)

- Am 7. Oktober 1800 wurde in einem Teilungsvertrag die alleinige Übernahme des väterlichen Senfgeschäfts durch Adam Bernhard Bergrath vereinbart.[9] Die Produktion wurde in ein Haus am Burgplatz verlegt. Die Senftöpfchen wurden nun mit seinem Monogramm und dem Düsseldorfer Anker gekennzeichnet. Neben Senf wurden in seinem Geschäft auch Siegellack, Papier, Textilspitzen, Federn und anderes verkauft.[15]

Hinweis: Vermutlich hat auch der Bruder Josef Bergrath nach der Geschäftstrennung in einem eigenen Geschäft weiter Senf verkauft. Ob dies ABB-Senf war oder ob auch vielleicht ein eigener Senf hergestellt wurde, ist unbekannt. Seine Witwe Cordula, geb. Schrodz, teilte jedenfalls im wöchentlichen Anzeiger im Mai 1808 mit, dass nach ihrem Umzug in die Bergerstraße dort weiter im Namen ihrer unmündigen Kinder Senf verkauft werde.
- 1817, nach dem Tode von A. B. Bergrath, verlegte seine Witwe, Caroline Sybille geb. Sentz, die Fabrikation in das noch von ihrem Mann umgebaute Haus am Burgplatz Nr. 15, genannt „Zum Zuckerhut“.[16] Sie ist damit die Namensgeberin der Firma A. B. Bergrath sel. WWe. Geschäftlich wurde sie von ihrem Sohn und Nachfolger Peter Bergrath unterstützt.[9] Noch 1850 ist die Witwe A. B. Bergrath unter der Adresse Burgplatz als Inhaberin für die Senffabrik und Handlung für Schreibmaterialien nachweisbar.[17]
- 1872 lag der Firmensitz an der Flinger Straße Nr. 7. In einer Werbe-Anzeige unter dem Firmennamen A. B. Bergrath sel. Www. wurde bereits ein „H. Ditges“ angeführt.[18]

Hinweis: In den Adressbüchern und Werbe-Anzeigen wurde im Gegensatz zu den Eintragungen im Handelsregister der Nachname „Dittges“ immer als „Ditges“ mit nur einen „t“ geschrieben.
- 1878 übernahm Heinrich Dittges als Ehemann der Tochter von Peter Bergrath, Elisabeth, die Firma. Dass Heinrich Dittges Eigentümer der Firma ABB geworden war, ist in einer Urkunde vom Besitzübergang an seinen Sohn belegt.[19][15] Die Fabrikation wurde unter dem Hoflieferanten Heinrich Dittges zuerst in die Flinger Str. Nr. 38, danach zur Nr. 7 und schließlich in die Schadowstraße Nr. 30 verlegt.[9]
- Ein per 30. Januar 1895 beantragtes Warenzeichen wurde am 14. Mai 1895 eingetragen. Es zeigt „ABB mit Anker und einer 4 am Ende vom Ankerschaft“ und ist aktuell noch gültig.[9][20]
- Am 31. März 1896 wurde Ludwig Dittges, der Sohn von Heinrich Dittges, Eigentümer der Firma ABB.[19] Ab 1897 wurde die Produktion bis 1900 zur Worringerstraße Nr. 12 verlegt.[21] Ab
- 1901 änderte sich laut Adressbuch die Firmenanschrift der Firma „A. B. Bergrath sel. WWe.“ auf „Stockkampstraße 12“.[22] Unter Ludwig Dittges wurde um 1911 der Düsseldorfer Konkurrent, die 1826 von L. Mackenstein gegründete Senffabrik Mackenstein, übernommen.[9]
- 1912 wurden die Rechte für A. B. Bergrath sel. WWe. an Rudolf Schwenzner verkauft.[9][23] Unter Rudolf Schwenzner wurde die Fabrikation zuerst in die Neusser Straße 125[24] und
- 1914 zur Hunsrückenstraße Nr. 30, dem Haus „Im goldenen Karpfen“ verlegt, in dem sie auch 1924 noch nachweisbar ist.  Danach zog man zur Immermannstraße Nr. 25 um.[9][25]
- 1934 zog unter dem Schwager von Rudolf Schwenzner, Albert Vomberg, die Senfherstellung von ABB-Senf zur Bilker Straße 16 um.[9][26]
- Zum 1. Dezember 1940 verkaufte Albert Vomberg aus gesundheitlichen Gründen die Firma A. B. Bergrath sel. WWe. an Fastrich und Frau Luise, Duisburg.[9][27]
- Am 11. Mai 1965 wurde die Senffabrik A. B. Bergrath sel. WWe. von Frieda Frenzel, Eigentümerin der Firma Düsseldorfer Senfindustrie O. Frenzel, erworben.[9][28] Damit endete die Eigenständigkeit der Senffirma Esser/Bergrath und Nachfolger. Die übernehmende Firma „Düsseldorfer Senfindustrie O. Frenzel“ ist vor allem durch die Marke „Düsseldorfer Löwensenf“ bekannt.[29]
- Von 1950 bis 2000 war die Marke „ABB“ für „Gewürzkräuter, Gewürze, Sossen, Essig, Senf“ beim Deutschen Patent- und Markenamt, zuletzt auf den Inhaber Appel & Frenzel GmbH, Düsseldorf eingetragen.[30][31] Diese wird derzeit von der Firma Düsseldorfer Löwensenf GmbH gehalten.[32]

Amtlich wurde die ehemalige Firma Esser/Bergrath und Nachfolger erst zum 29. Dezember 1988 im Handelsregister gelöscht.
2001 wurde wiederum Löwensenf von der Münchener Develey Senf & Feinkost GmbH übernommen. ABB-Senf wird weiter von Develey hergestellt und im Raum Düsseldorf in Feinkostgeschäften sowie ausgewählten Fleischereien vertrieben. Sämtliche Düsseldorfer Hausbrauereien und Traditionsgaststätten servieren ABB-Senf im traditionellen Steinguttopf, aber zum Teil mit eigenem Design.
Anfang 2025 wurde bekannt, dass Develey den Ende 2026 auslaufenden Pachtvertrag für den Produktionsstandort in Lichtenbroich nicht verlängern und die Produktion nach Thüringen verlagern wird.